# إيغور سامويلينكو
إيغور سامويلينكو (بالرومانية: Igor Samoilenco)‏ (مواليد 17 أبريل 1977) هو ملاكم مولدافي، مثّل بلاده في الألعاب الأولمبية الصيفية في دورتي 1996 و2004.

## روابط خارجية
إيغور سامويلينكو على موقع أوليمبيديا (الإنجليزية)